# Почтовые марки России (2007)

Почтовые марки России (2007) — каталог знаков почтовой оплаты (марок, блоков, листов), введённых в обращение «Почтой России» в 2007 году.
Всего в этом году было выпущено 57 почтовых марок, 11 почтовых блоков и 20 малых листов.

## Список коммеморативных марок
Порядок следования элементов в таблице соответствует номеру по каталогу марок России на официальном сайте издатцентра «Марка», в скобках приведены номера по каталогу «Михель».
| № | Изображение | Описание | Номинал             | Дата        | Тираж           | Художник                         | П      |
| --- | ----------- | --- | ------------------- | ----------- | --------------- | -------------------------------- | ------ |
| № 1159 (Mi #1391) |             | 150 лет со дня рождения Владимира Михайловича Бехтерева (1857—1927), психоневролога. | 5.00 руб.           | 15 января   | 180 000         | Поварихин А.                     | [ 3 ]  |
| № 1160 (Mi #1392) (Mi #1392KB) № 1161 (Mi #1393) (Mi #1393KB)                                                                         |             | 175 лет со дня рождения Ивана Ивановича Шишкина (1832—1898), живописца и графика: - И. Н. Крамской. «Портрет И. И. Шишкина». 1880. ГРМ. - И. И. Шишкин. «На севере диком…». 1891. Киевский музей русского искусства. | 7.00 руб.           | 25 января   | 600 000 60 000  | Поварихин А.                     | [ 4 ]  |
| № 1162 (Mi #1394A) (Mi #1394AKB) № 1162А (Mi #1394C) (Mi #1394CKB)                                                                    |             | 200 лет учреждения знака отличия военного ордена Святого Георгия Победоносца. | 10.00 руб.          | 7 февраля   | 720 000 90 000  | Бельтюков В.                     | [ 5 ]  |
| № 1163 (Mi #1395BL97) |             | 200 лет учреждения знака отличия военного ордена Святого Георгия Победоносца. Орденская лента ордена Святого Великомученика и Победоносца Георгия, Святой Георгий Победоносец, попирающий змея, и воин времен Отечественной войны 1812 года. | 50.00 руб.          | 7 февраля   | 90 000          | Бельтюков В.                     | [ 6 ]  |
| № 1164 (Mi #1396) (Mi #1396KB) |             | 100 лет Российской экономической академии им. Г. В. Плеханова. Старое здание РЭА в Москве и эмблема академии. | 5.00 руб.           | 9 февраля   | 720 000 80 000  | Комса Р.                         | [ 7 ]  |
| № 1165 (Mi #1397A) (Mi #1397AKB) № 1165А (Mi #1397C) (Mi #1397CKB) № 1166 (Mi #1398A) (Mi #1398AKB) № 1166А (Mi #1398C) (Mi #1398CKB) |             | 225 лет со дня рождения Ореста Адамовича Кипренского (1782—1836), живописца: - О. А. Кипренский. «Автопортрет». 1828. ГТГ. - О. А. Кипренский. «Бедная Лиза». 1827. ГТГ. | 7.00 руб.           | 2 марта     | 600 000 60 000  | Поварихин А.                     | [ 8 ]  |
| № 1167 (Mi #1399) |             | Эмблема Почты России. | 6.50 руб.           | 12 марта    | 1 000 000       | не указан                        | [ 9 ]  |
| № 1168 (Mi #1400) № 1169 (Mi #1401) № 1170 (Mi #1402) № 1168—1170 (Mi #1400—1402BL98)                                                 |             | Международный полярный год 2007—2008: - Дрейфующие научные станции «Северный полюс». - Исследования ледниковых покровов. - Культурное и природное наследие Арктики. | 6.00 7.00 8.00 руб. | 21 марта    | 200 000         | Федулов А.                       | [ 10 ] |
| № 1171 (Mi #1403) № 1172 (Mi #1404) № 1171—1172 (Mi #1403—1404BL99)                                                                   |             | Русская культура XX века: - 100 лет со дня рождения Арсения Александровича Тарковского (1907—1989). - 75 лет со дня рождения Андрея Арсеньевича Тарковского (1932—1986). | 8.00 руб.           | 4 апреля    | 100 000         | Кочнев Н. Дробышев А.            | [ 11 ] |
| № 1173 (Mi #1405) № 1174 (Mi #1406) № 1175 (Mi #1407) № 1173—1175 (Mi #1405—1407BL100)                                                |             | 50 лет космической эры: - Первый искусственный спутник Земли. 1957 г. - Сергей Павлович Королёв (1907—1966). - Константин Эдуардович Циолковский (1857—1935). | 10.00 20.00 руб.    | 12 апреля   | 125 000         | Московец А.                      | [ 12 ] |
| № 1176 (Mi #1408) (Mi #1408KB) |             | 450-летие добровольного вхождения Башкирии в состав России. Главный барельеф монумента Дружбы на берегу реки Агидель при въезде в Уфу, иллюстрирующий сцену принятия русского подданства посольством башкир. | 6.50 руб.           | 24 апреля   | 450 000 50 000  | Комса Р.                         | [ 13 ] |
| № 1177 (Mi #1409) (Mi #1409KB) № 1178 (Mi #1410) (Mi #1410KB)                                                                         |             | 175 лет со дня рождения Павла Петровича Чистякова (1832—1919), живописца: - И. Е. Репин. «Портрет художника П. П. Чистякова». 1878 г. ГТГ. - В. А. Серов. «Портрет П. П. Чистякова». 1881 г. ГТГ. | 7.00 руб.           | 11 мая      | 600 000 60 000  | Поварихин А.                     | [ 14 ] |
| № 1179 (Mi #1411) (Mi #1411KB) № 1180 (Mi #1412) (Mi #1412KB)                                                                         |             | 250 лет со дня рождения Владимира Лукича Боровиковского (1757—1825), живописца: - И. В. Бугаевский-Благодарный. «Портрет В. Л. Боровиковского». 1824. ГТГ. - В. Л. Боровиковский. «Портрет сестер Анны Гавриловны и Варвары Гавриловны Гагариных». 1802. ГТГ. | 7.00 руб.           | 15 мая      | 600 000 60 000  | Поварихин А.                     | [ 15 ] |
| № 1181 (Mi #1413BL101) |             | 150 лет первой российской марке. | 10.00 руб.          | 24 мая      | 120 000         | Московец А.                      | [ 16 ] |
| № 1182 (Mi #1414) |             | 125 лет телефонной связи в России. | 5.00 руб.           | 14 июня     | 200 000         | Дробышев А.                      | [ 17 ] |
| № 1183 (Mi #1415BL102) |             | 250 лет Российской академии художеств. Фрагмент композиции «Минерва» с главного купола здания РАХ в Санкт-Петербурге, фасад здания и старинный герб РАХ. | 25.00 руб.          | 15 июня     | 120 000         | Дробышев А.                      | [ 18 ] |
| № 1184 (Mi #1416) (Mi #1416KB) |             | Всемирная выставка почтовых марок «Санкт-Петербург-2007». Эмблема выставки. | 5.00 руб.           | 19 июня     | 200 000 100 000 | Московец А. Дробышев А.          | [ 19 ] |
| № 1185 (Mi #1417BL103) |             | 50 лет космодрому «Плесецк». Ракета-носитель «Союз». | 12.00 руб.          | 2 июля      | 140 000         | Бельтюков В.                     | [ 20 ] |
| № 1186 (Mi #1418) (Mi #1418KB) |             | 300-летие добровольного вхождения Хакасии в состав Российского государства. Хакасский пейзаж. | 6.50 руб.           | 12 июля     | 450 000 50 000  | Комса Р.                         | [ 21 ] |
| № 1187 (Mi #1419) № 1188 (Mi #1420) № 1187—1188 (Mi #1419-1420) (Mi #1419-1420KB)                                                     |             | Герои-подводники: - 100 лет со дня рождения Н. А. Лунина (1907—1970), моряка-подводника. - 100 лет со дня рождения М. И. Гаджиева (1907—1942), моряка-подводника. | 7.00 руб.           | 25 июля     | 120 000         | Илюхин Б. Дробышев А.            | [ 22 ] |
| № 1189 (Mi #1421) |             | 175 лет со дня рождения Сергея Петровича Боткина (1832—1889), терапевта, основоположника русской клинической медицины. | 5.00 руб.           | 14 августа  | 180 000         | Илюхин Б.                        | [ 23 ] |
| № 1190 (Mi #1422) № 1191 (Mi #1423) № 1192 (Mi #1424) № 1193 (Mi #1425) № 1194 (Mi #1426) № 1195 (Mi #1427)                           |             | Россия. Регионы: - Алтайский край. Чуйская долина, памятник В. М. Шукшину в Барнауле. - Вологодская область. Кирилло-Белозерский монастырь, вологодское кружево, Череповецкий металлургический завод. - Иркутская область. Байкал, Транссиб, архитектурно-этнографический комплекс «Тальцы». - Новосибирская область. Здание Новосибирского театра оперы и балета, здание железнодорожного вокзала, памятник маршалу А. И. Покрышкину. - Орловская область. Пейзаж («Орловское полесье»), орловские рысаки, Спасское-Лутовиново — усадьба И. С. Тургенева. - Ростовская область. Дон у станицы Вёшенской, памятник «Тачанка-ростовчанка». | 7.00 руб.           | 21 августа  | 220 000         | Бельтюков В.                     | [ 24 ] |
| № 1196 (Mi #1428BL104) |             | 50 лет «Библио-Глобусу». Эмблема Торгового дома «Библио-Глобус». | 12.00 руб.          | 24 августа  | 100 000         | Дробышев А.                      | [ 25 ] |
| № 1197 (Mi #1429BL105) |             | 2007 — Год русского языка. Всероссийский конкурс «Я рисую алфавит». Работы победителей конкурса: номинация «Детские работы» — Калмыков Богдан, 10 лет, г. Тамбов, работа «Радуга букв»; «Юношеские работы» — Зангиева Регина, 15 лет, г. Беслан (Республики Северная Осетия-Алания), работа «Я рисую алфавит»; «Молодежные работы» — Смирнов Дмитрий, 17 лет, с. Погребное Ханты-Мансийского АО, работа «Звездный алфавит»; «Профессиональные работы» — Белобородов Владимир Николаевич, 68 лет, г. Нижний Новгород, работа «Алфавит». | 12.00 руб.          | 14 сентября | 100 000         | Дробышев А.                      | [ 26 ] |
| № 1198 (Mi #1430) № 1199 (Mi #1431) № 1200 (Mi #1432) № 1201 (Mi #1433) № 1198—1201 (Mi #1430—1433BL106)                              |             | Флора. Российская Федерация — Корейская Народная Демократическая Республика. Совместный выпуск: - Гладиолус. - Ирис. - Роза. - Лотос. | 6.00 руб.           | 26 сентября | 130 000         | Дробышев А.                      | [ 27 ] |
| № 1202 (Mi #1434) № 1203 (Mi #1435) № 1204 (Mi #1436) № 1202—1204 (Mi #1434—1436KB)                                                   |             | Фауна. Исчезающие виды животных: - Дальневосточный аист. - Снежный барс. - Зубр. | 5.00 6.00 7.00 руб. | 1 октября   | 230 000 100 000 | Авалов А. Филонов В. Московец А. | [ 28 ] |
| № 1205 (Mi #1437) № 1206 (Mi #1438) № 1207 (Mi #1439) № 1205—1207 (Mi #1437—1439) (Mi #1437-1439KB)                                   |             | Первые отечественные грузовые автомобили: - АМО-Ф-15, 1924 г. - ГАЗ-АА(ММ), 1932 г. - ЗИС-5В, 1942 г. | 8.00 руб.           | 25 октября  | 250 000 110 000 | Бельтюков В.                     | [ 29 ] |
| № 1208 (Mi #1440) |             | 2007 — Год русского языка в мире. Российский дом науки и культуры в Берлине. | 8.00 руб.           | 29 октября  | 190 000         | Московец А.                      | [ 30 ] |
| № 1209 (Mi #1441) № 1210 (Mi #1442) № 1211 (Mi #1443) № 1212 (Mi #1444) № 1209—1212 (Mi #1441—1444BL107)                              |             | Отечественные породы лошадей: - Владимирская порода. - Орловская рысистая порода. - Вятская порода. - Донская порода. | 6.00 7.00 8.00 руб. | 7 ноября    | 220 000 100 000 | Бельтюков В.                     | [ 31 ] |
| № 1213 (Mi #1445) (Mi #1445KB) |             | С Новым годом! | 8.00 руб.           | 7 декабря   | 280 000 100 000 | Капранов С.                      | [ 32 ] |
| № 1214 (Mi #1446) № 1215 (Mi #1447) № 1214—1215 (Mi #1446—1447)                                                                       |             | Высокоширотная арктическая глубоководная экспедиция: - Глубоководный обитаемый аппарат «Мир-1». - Северный полюс. | 8.00 руб.           | 7 декабря   | 1 000 000       | Дробышев А.                      | [ 33 ] |

## Комментарии
1. ↑  Ниже приведён перечень коммеморативных марок (с возможностью сортировки по номиналу, тиражу и дате введения в обращение).